# اوزون (ازبکستان)
اوزون (به ازبکی: Uzun) یک منطقهٔ مسکونی در ازبکستان است که در شهرستان اوزون واقع شده‌است. اوزون ۱۱٬۶۲۰ نفر جمعیت دارد.